# Niech żyje miłość (film 1994)
Niech żyje miłość (mand. 愛情萬歲 / Ai qing wan sui) – tajwański dramat filmowy z 1994 roku w reżyserii Tsai Ming-lianga, będący jego drugim filmem fabularnym. Stylistycznie obraz jest reprezentantem tzw. drugiej tajwańskiej nowej fali i nakręcony został w poetyce slow cinema.
Film miał swoją premierę w konkursie głównym na 51. MFF w Wenecji, gdzie otrzymał Złotego Lwa, ex aequo z północnomacedońskim dramatem wojennym Przed deszczem w reżyserii Miłczo Manczewskiego.

## Fabuła
Chociaż Tajpej to tętniąca życiem miejska dżungla, prawie relacje międzyludzkie należą tam do rzadkości. Opuszczone luksusowe mieszkanie wykorzystywane jest do przypadkowych spotkań seksualnych. W wyniku serii komicznych zdarzeń troje bohaterów filmu, prowadzących odrębne i samotnicze życie, znajdzie pocieszenie pod wspólnym dachem.
Obraz inspirowany twórczością Michelangelo Antonioniego ukazuje alienację jednostki w zurbanizowanym i zdehumanizowanym świecie, ale stanowi jednocześnie apel o to, by ludzkość nie wyzbyła się prostych uczuć, czułości, intymności i ludzkiego ciepła.

## Obsada
- Yang Kuei-mei – May Lin
- Lee Kang-sheng – Hsiao-kang
- Chen Chao-jung – Ah-jung
- Lu Yi-ching – kelnerka

## Produkcja
Zdjęcia kręcono w Tajpej.